# 신주영 (프로게이머)
신주영(본명: 박창준(朴窓準), 1977년 12월 17일~)은 대한민국 최초의 스타크래프트 프로게이머 출신이었다. 그는 Honest'[SG]라는 아이디를 사용하였으며, 종족은 저그였다. 대한민국 최초의 스타크래프트 프로게이머라는 데에 큰 의미를 가진다.
1998년 하반기에 프로게이머로 데뷔한 대한민국 최초의 프로게이머로 스타크래프트: 브루드 워가 출시된 1998년 11월부터 1999년 6월까지 8개월 동안 국내 스타크래프트 프로게이머 최초로 1인자로 군림하였다. 이후 1999년 5월 1일에는 프로게이머 사상 최초로 스타크래프트 관련 전략집 신주영의 무작정 따라하기를 내기도 했으며, 6월에는, 프로게이머 겸 매니저로 활동하고 있던 임영수와 함께 인터넷에 스타크래프트 소설을 쓰기도 했다.
1999년 7월 군입대 문제로 인해 프로게이머를 그만둔 적이 있었는데, 군입대 직후 벌어진 해프닝이 당시 인터넷상에서 한동안 유명세를 타기도 했다. 그 이유는 그가 군입대 직후 처음 휴가를 나올때 PC방에서 게임을 했는데 자신의 복귀날짜도 잊은 채 영창을 가면서 군 복무 기간이 연장 된 것이라고 한다.
2004년 11월에 프로게이머로 다시 복귀하면서, 2004년 12월 KTF 매직엔스에 입단하였지만 4개월 뒤인 2005년 3월 프로게이머를 완전히 그만두었다.
2005년 은퇴한 이후 몇년동안은 고향인 대전에서 PC방을 운영하였다.

## 수상 경력
- 1998년 12월 블리자드 래더 토너먼트 Season3(겨울시즌) 16강 토너먼트 우승
- 1999년 1월 두루넷배 TNT 스타크래프트 대회 준우승
- 1999년 4월 브루드워 세계 챔피언십 토너먼트 8강 진출
- 1999년 4월 제3회 KPGL 스타크래프트 단체전 준우승
- 1999년 5월 넷클럽배 스타크래프트 개인전 우승